# Milton Sperling
Milton Sperling (Nova Iorque, 6 de julho de 1912 - Los Angeles, 26 de agosto de 1988) foi um produtor cinematográfico e roteirista estadunidense. Ele trabalhou para a 20th Century Fox e Warner Bros., onde tinha sua própria unidade de produção independente, a United States Pictures.

## Prêmios e indicações
| Ano  | Prêmio                           | Indicado           | Resultado |
| ---- | -------------------------------- | ------------------ | --------- |
| 1956 | Oscar de Melhor Roteiro Original | Seu Último Comando | Indicado  |